# Postomino
Postomino è un comune rurale polacco del distretto di Sławno, nel voivodato della Pomerania Occidentale.
Ricopre una superficie di 227,24 km² e nel 2005 contava 6 986 abitanti.